# M/S Gripen
M/S Gripen var en svensk passagerarfärja som körde rutten mellan Köpenhamn och Malmö från 1956. Såldes 1976 till Tyskland för trafik mellan Holstein och Lolland. Åter trafik 1984 på ursprungliga rutten på Öresund som varade fram till 1985. Blev sedan satt som Casino-båt för Tropical Cruises och blev sedan upplagd i Biloxi, Mississippi 1990, vidare öde okänt, avregistrerad 2010.

## Historik
Fartyget levererades 12 juni 1956 och sattes i trafik på Öresund för Svenska Rederi AB Öresund. Hon var rederiets tredje nya motorfartyg och körde rutten Köpenhamn - Malmö fram till 1976. Då såldes fartyget till Reederei Peter Deilmann, Neustadt in Holstein, Holstein i Tyskland och registrerades för Nordschau Schiffahrts GmbH & Co.
Därefter sattes fartyget i trafik mellan Neustadt in Holstein och  Rødby fram till 1984. Blev sedan Såld till Rederi Ab Gripen (Registrerad för Startskottet 5226 AB i Malmö) för trafik på sin gamla trafik-rutt mellan den danska huvudstaden och Malmö.
Trafiken på ursprungliga rutten inleddes den 9 juni 1984 med koceptet låga biljettpriser och målet 1 miljon passagerare per år. Man hade även trafik med andra fartyg i olika samarbeten under några år. Det nystartade rederiet gick dock med förlust och trafiken med Gripen upphör hösten 1985 och fartyget såldes därefter till Panama och lämnade Malmö i februari 1986 för planer på turer i Florida.

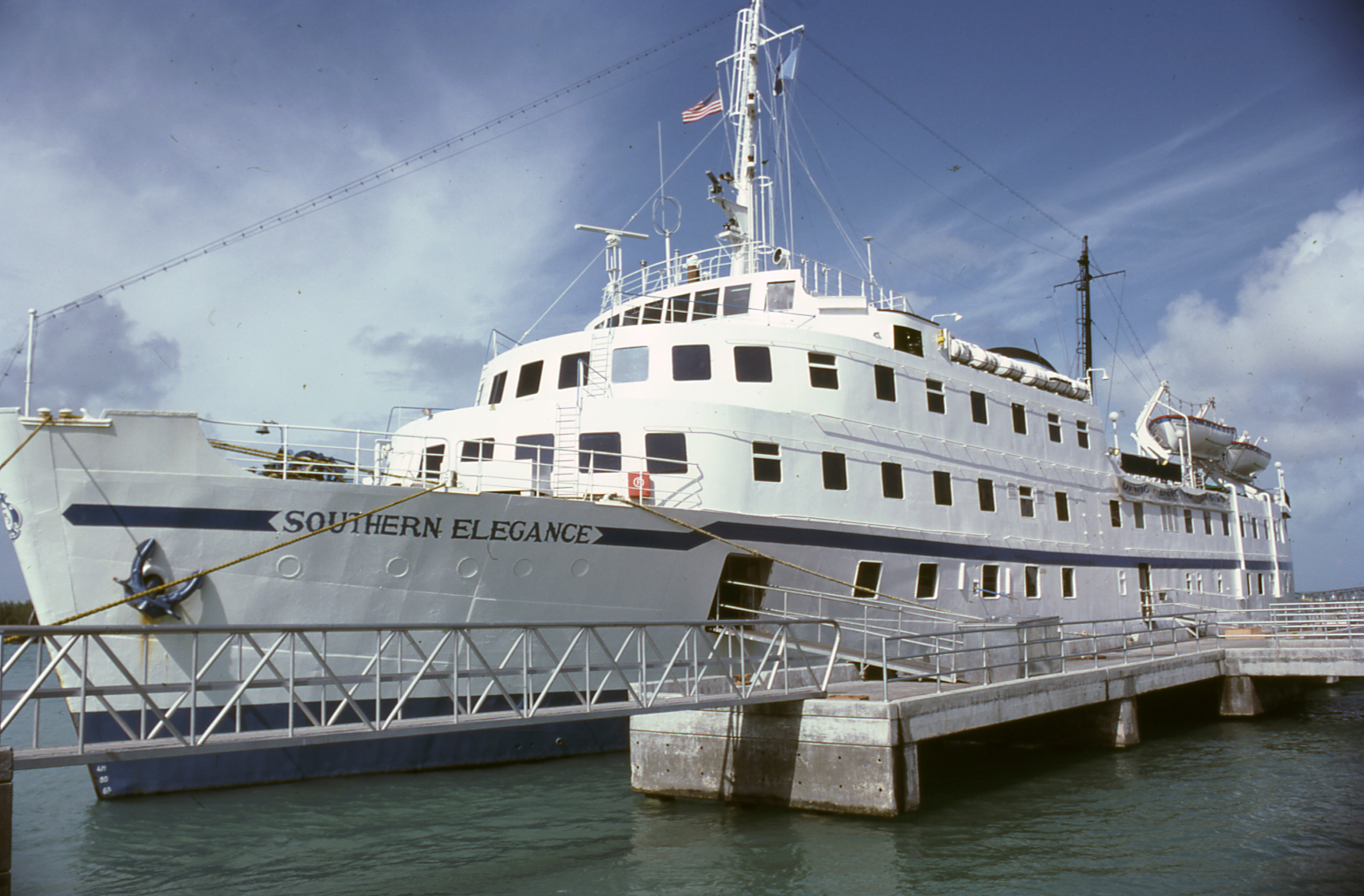
Fartyget i Key West 1987

Det är oklart hur skeppets karriär gick i Nordamerika. Fartyget sågs omkring 1999 upplagt i dåligt skick vid Pascagoula i Mississippi ca 10 mil från New Orleans, vidare öde okänt. Troligtvis skrotat 2010 då fartyget avregistrerades 12 augusti samma år.